# 信樂站
信樂站（日语：／ Shigaraki eki */?）是位於滋賀縣甲賀市信樂町長野，屬於信樂高原鐵道的信樂線車站。本站為信樂線的終點站。

## 車站構造

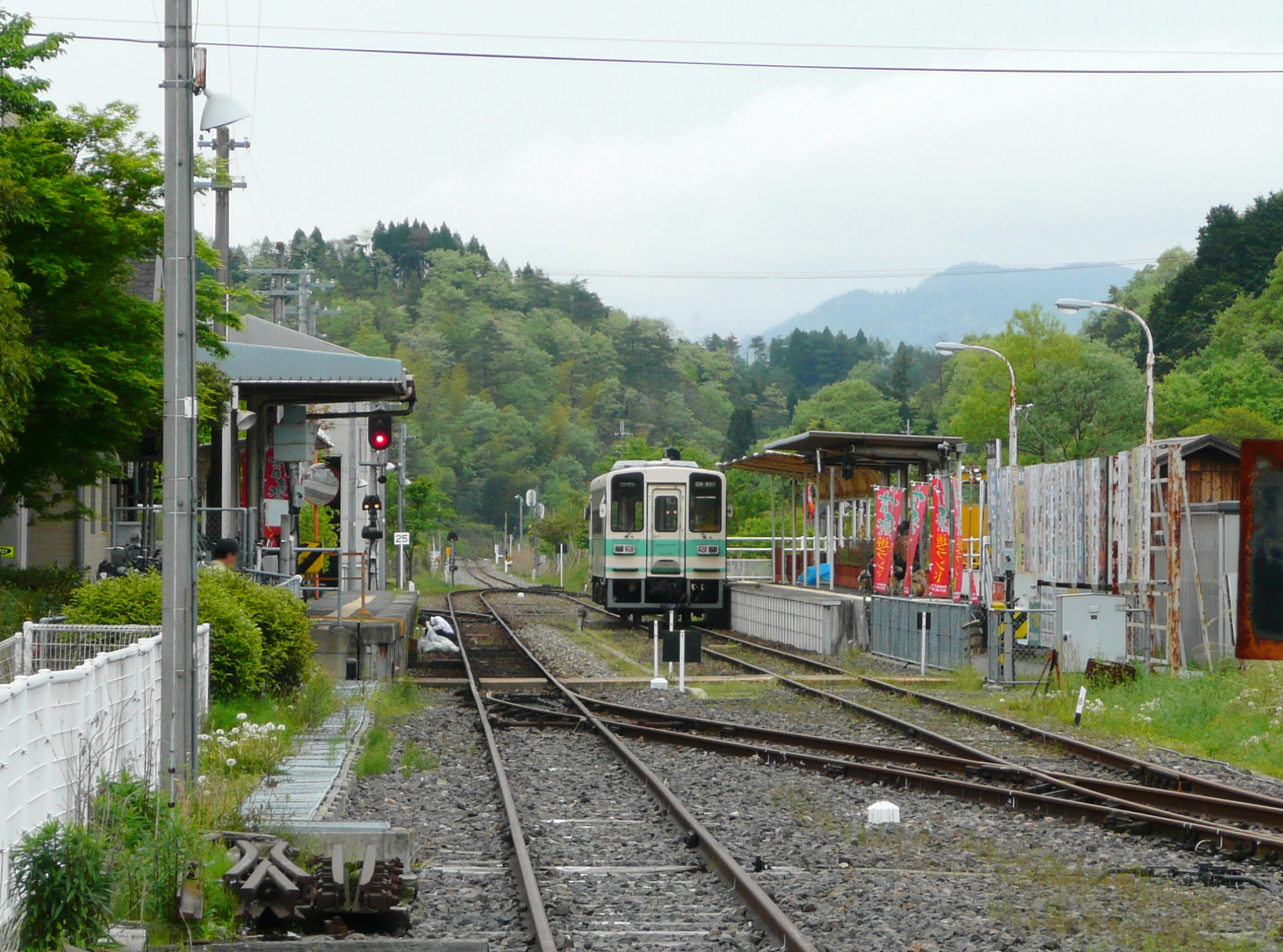
站內全景（2008年5月）

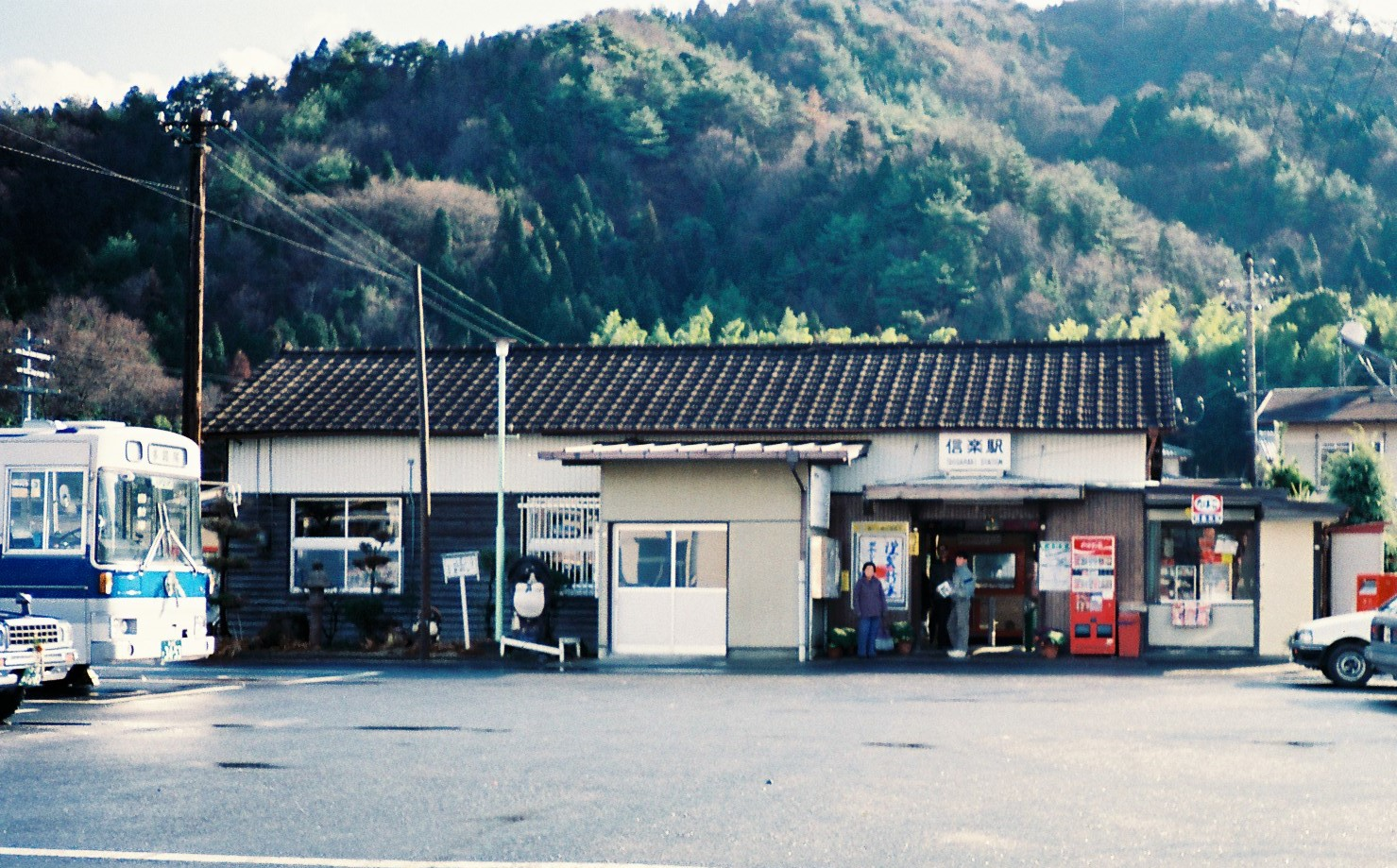
國鐵時代的站房（1987年）

本站是地面車站，設有2面2線的相對式月台，兩月台之間透過站內平交道連接。駛抵本站或是自本站出發的列車只會使用靠近站房一側的月台。在對面月台上設置了約100隻狸貓模型。過去對面月台會停泊了SKR200形柴油列車，現時該月台設有列車夜間停泊。車站靠近貴生川方向設有車廠，靠近路軌終端處則設有引上線。此站是信樂線上唯一的有人車站。在1991年發生列車相撞事故後，此站成為線內唯一設有鐵路訊號機的車站。

## 歷史
- 1933年5月8日：國有鐵道車站啟用[2]。
- 1943年10月1日：信樂線暫停服務（不要不急線）[3]。
- 1947年7月25日：路線重開[4][5]。
- 1987年：

- 4月1日：隨國鐵分割民營化，車站由西日本旅客鐵道（JR西日本）營運。
- 7月13日：信樂線由信樂高原鐵道繼承。

## 使用狀況
以下為近年一日平均乘車人次列表：
| 年度               | 一日平均 乘車人次 |
| ------------------ | ----------------- |
| 2011年（平成23年） | 426               |
| 2012年（平成24年） | 431               |
| 2013年（平成25年） | 380               |
| 2014年（平成26年） | 346               |
| 2015年（平成27年） | 371               |
| 2016年（平成28年） | 432               |
| 2017年（平成29年） | 329               |

## 車站周邊
- 甲賀市政廳信樂地域市民中心（舊信樂分所）
- 陶器物流中心
- 信樂傳統產業會館
- 新宮神社
- 信樂中央醫院
- 大戶川（日语：大戸川）
- 國道307號（日语：国道307号）
- 信樂燒（日语：信楽焼）狸貓像 - 位於信樂站前高5.3米的信樂燒像[1][8][9]。

## 巴士路線

### 現存路線
| 乘車處 | 系統                                     | 主要途經                                   | 目的地         | 巴士公司       | 備註                    |
| ------ | ---------------------------------------- | ------------------------------------------ | -------------- | -------------- | ----------------------- |
| 信樂站 | 10系統                                   | 陶藝之森、雲井、大鳥居                     | 田上車廠       | 帝產湖南交通   | 上午1班                 |
| 信樂站 | 田代、畑、陶藝之森巡回路線               | 陶藝之森、二本松、高地、田代、美術館、高地 | 信樂站         | 甲賀市社區巴士 |                         |
| 信樂站 | 田代、畑、陶藝之森巡回路線               | 二本松、高地、高原台                       | 信樂站         | 甲賀市社區巴士 |                         |
| 信樂站 | 田代、畑、陶藝之森巡回路線               | 二本松、高地、田代、高地                   | 信樂站         | 甲賀市社區巴士 |                         |
| 信樂站 | 田代、畑、陶藝之森巡回路線               | 高原台、高地、二本松                       | 信樂站         | 甲賀市社區巴士 |                         |
| 信樂站 | 朝宮路線                                 | 江田、柞原、朝宮小學、宮尻、鹿跳橋         | 京阪石山寺     | 甲賀市社區巴士 | 於平日早上和黃昏共有2班 |
| 信樂站 | 朝宮路線                                 | 江田、柞原、朝宮小學                       | 宮尻           | 甲賀市社區巴士 |                         |
| 信樂站 | 朝宮路線                                 |                                            | 宮尻           | 甲賀市社區巴士 | 平日只有1班             |
| 信樂站 | 江田巡回路線                             | 西新田、柞原、江田                         | 信樂站         | 甲賀市社區巴士 |                         |
| 信樂站 | 江田巡回路線                             | 江田、柞原、西新田                         | 信樂站         | 甲賀市社區巴士 |                         |
| 信樂站 | 多羅尾路線                               | 江田、茶屋出、溝谷、多羅尾上出             | 信樂站         | 甲賀市社區巴士 |                         |
| 信樂站 | 多羅尾路線                               | 江田、茶屋出、多羅尾上出、溝谷、信樂溫泉   | 信樂站         | 甲賀市社區巴士 |                         |
| 信樂站 | 多羅尾路線                               | 江田、茶屋出、多羅尾上出、溝谷             | 信樂站         | 甲賀市社區巴士 | 只於平日行走            |
| 信樂站 | 田代、畑、陶藝之森巡回路線、江田巡回路線 |                                            | 甲賀市社區巴士 | 信樂小學       | 平日早上行走            |

### 已取消路線
西日本JR巴士（近城線，在2002年9月30日前廢止）
原自舊日本國有鐵道自動車局（國鐵巴士）時代的路線，路線連接草津線貴生川站、東海道本線石山站和關西本線加茂站。另外，前往石山的路線部分區間現時由甲賀市社區巴士行走。
帝產湖南交通
前往石山站在時間表修正後，再沒有從信樂站前往石山站的班次。現時需要在田上車廠轉乘才能到達。

## 其他
- 此站被選為第3回近畿車站百選。
- 站內設有名為「安全信樂」的展區，該處在1991年5月14日發生列車相撞事故（日语：信楽高原鐵道列車衝突事故）後，應家屬的要求在1997年4月30日設立[10]。

## 相鄰車站
信樂高原鐵道
■信樂線
玉桂寺前－信樂

## 外部連結
- 信樂高原鐵道全線車站資訊 （页面存档备份，存于）（日語）
- 滋賀縣觀光情報 信樂高原鐵道信樂站 （页面存档备份，存于）（日語） - 琵琶湖觀光局